# U.K.とヒロの世のため後のためラジオ
U.K.とヒロの世のため後のためラジオは、FM大阪で2022年1月3日から放送されている番組。

## 概要
お茶の間のアイドル“くっすん”ことU.K.と、ノマド起業家・厚労省推薦の映画『189』、映画『塙保己一ものがたり（仮）』エグゼクティブプロデューサーでもある、ヒロ(吉野浩)がタッグを組み「世のため後のため」となるラジオを行う。

## 出演者
- U.K. / 楠雄二朗 [3]
- ヒロ（吉野浩）